# عشبة الدباغين الآسية الورق
عشبة الدباغين الآسية الورق أو رَدُول آسية الورق وهي شجيرة يصل ارتفاعها إلى 2-3 أمتار. وميرتيفوليا تعني أوراق شبيهة بالآس.
الثمرة حبة توت سوداء سمينة وآكينة تشبه إلى حد ما ثمار العليق ولكنها سامة. تحتوي النبتة على أكبر ثمار من جنس الكورياريا. وهي خطيرة بوجه خاص على الأطفال الذين قد يأكلونها ما إذا خلطوا بينها وبين التوت الصالح للأكل. وهي واحدة من أكثر النباتات السامة والتي تؤثر على الأعصاب في منطقة غرب البحر الأبيض المتوسط.

## نطاق التوزع
جغرافيًا يقتصر هذا النوع على ساحل البحر الأبيض المتوسط في شمال إسبانيا وجنوب فرنسا (من جيروند إلى جبال الألب البحرية)، ويتغلغل في إيطاليا حتى يصل إلى جبال الأبينيني. ويظهر هذا النوع في الريف الغربي والجزائر أما في جزر البليار يظهر فقط في جزيرة إيبيزا. يعود أقدم ذكر معروف لهذا النبات إلى عام 932، وهو موجود في اسم المكان ويدل على وجوده في مقاطعة مانريسا شمال غرب برشلونة.
كما - في كل هذه النطاقات - يضطلع هذا النبات بدور مهمٍ في منع تآكل التربة ويعمل كغطاء نباتي. وهي وفيرة بدرجة غير عادية في الغابات الأقل كثافة في مقاطعتي جيرونا وبرشلونة الإسبانيتين (الجزء الشرقي) على ارتفاعات 200-600 متر وتصل أحيانًا إلى 1000 متر.

## الاسم
يشير الاسم الإسباني emborrachacabras (أي يجعل الماعز في حالة سُكر) إلى التأثير المسكر للأوراق على الماعز التي تأكلها. أما الاسم الفرنسي فهو Corroyère à feuilles de myrte. وقد اشتق الاسم الأوكيتاني (رودور) والاسم الكتالوني (رولدور) من اللاتينية Rhus tyrius (سماق الصباغين Rhus coriaria)، وذلك في إشارة إلى استخدام الأوراق في صناعة المدابغ التقليدية. وأما في المغرب فيطلق عليه أرواز باللغة البربرية بالإضافة إلى اللغة العربية المغربية المنطوقة.

## الوصف

نبات مزهر (كاستلتلات)

تعمل العقيدات الجذرية لهذا النبات على تثبيت النيتروجين التكافلي، والنبتة هي واحدة من 13 نوعًا من أنواع الكورياريا المعروفة بأنها تحمل الأكتين Actinorhizae.
الريدول هو شجيرة ذات فروع بقسم مربع رمادي. حيث تكون الأوراق لاطئة معظمها متقابلة ولكن في بعض الأحيان في مجموعات من ثلاثة أو أكثر، مستطيلة ومستدقة الطرف مع ثلاثة أضلاع. وهناك الزهور الصغيرة المخضرة التي تظهر من أبريل إلى يونيو في أجناس لها خمسة أنماط ضاربة إلى الحمرة، وخمسة كؤوس وخمس بتلات مع عشرة أسدية. تتكون الثمار السوداء من خمس كربلات سمينة وكل منها يحتوي على بذرة واحدة.

## السمية

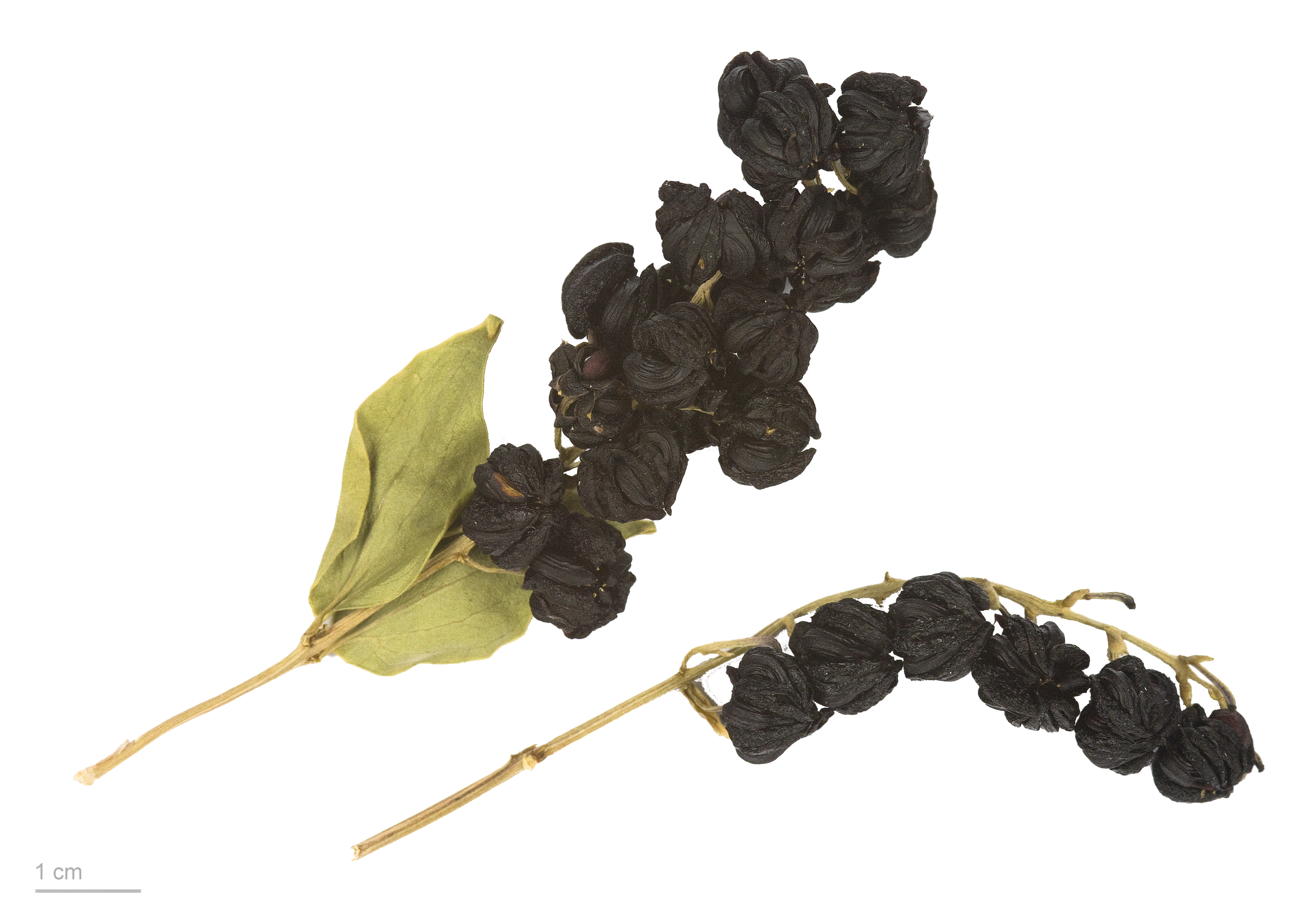
نبتة - متحف تولوز MHNT

تحتوي أوراق وفاكهة النبتة على مادة الكورياميرتين، وهي مادة مشنجة نموذجية وقد عُزل أحد أعضاء البيكروتوكسان سيسكيتيربين لأول مرة في عام 1864.
إذ تتميز التأثيرات السامة في الجهاز الهضمي بـ(الغثيان والقيء وآلام البطن) وفي الجهازالعصبي بـ(الانبوبة والتشنجات ومضاعفاتها) واضطرابات في الجهاز التنفسي (كثرة التنفس ومشكلات الجهاز التنفسي وانقطاع النفس وقصر التنفس والسطحي) بالإضافة إلى التهاب عضلات بؤبؤ العين. ويكمن علاج هذا التسمم في علاج الأعراض البحتة. ففي حالة التشنجات من الضروري الإنعاش السريع في وحدة العناية المركزة. ثم إن للكورياميرتين أيضًا تأثيرًا دوائيًا.
ثم إن الندوة العسلية من ريدول سامة أيضًا.

## الاستخدامات
تقليديًا جمعت أوراق الريدول بأسلوب مكثف لمحتواها من التانين لأغراض الدباغة والصباغة. وفي خلال فترة القرون الوسطى سعت المؤسسات الكنسية والأرستقراطية بوضوح إلى إنشاء بعض الإتاوات على هذا المورد، وكانت العينات خاصةً في توزيع المواد وبيعها أولاً. إذ ترجع هذه الاستخدامات إلى ثروة الكورياريا سبب التانين "Coriaria spp tannin"، والتي تتركز بوجه خاص في الجذر ولحاء الساق، ولكنها موجودة أيضًا في الأوراق حيث تتعايش مع الأصباغ الصفراء من المجموعة الكيميائية لـلفلافونويد. وحمض الطنطاليك هو جزء من مجموعة الحمض طنطاليك المتحلل بالماء، مثل عفصة حمض طنطاليك. وعلى هذا فإن التركيب الكيميائي للريدول يجعل مادة الدباغة قادرة على تحويل جلود الحيوانات المتسلخة حديثًا إلى جلد، وهو مقاوم للعفن ومرن وغير منفذ نسبيًا، وهو ما يُعرف بجلد الريحان. وتسمح هذه الخصائص باستخدامها على نطاق واسع في العديد من الصناعات. إضافة إلى ذلك فإن التفاعل الكيميائي المعروف للطنطاليك مع أملاح الحديد مما ينتج عنه من رواسب سوداء، هو الأساس لتصنيع بعض الأحبار المستخدمة منذ العصور الوسطى، ويستخدم أيضًا لصبغ مجموعة متنوعة من المنسوجات باللون الأسود أو الرمادي. حتى منتصف القرن الرابع عشر كانت هذه المادة موضوع تجارة واسعة النطاق بين شمال كاتالونيا ولانغدوك. وقد استخدم الماوريون أنواع كورياريا من نيوزيلندا: حيث أنتجوا أحبار الوشم التقليدية من عصير الفاكهة، وصنعوا آلات موسيقية من السيقان المجوفة. ومع أن سُميتها الشديدة فقد أكلوا الفاكهة قليلًا بسبب مذاقها الحلو؛ وقاموا باستخدامه لتحلية مياه الشرب أو الجيلي المصنوع من الأعشاب البحرية.
كما ويستخدم النبتة أيضًا كنبات للزينة.